# Coscu Army Awards
Los Coscu Army Awards son galardones que reconocen y celebran a la comunidad de streamers de Argentina. Desde el 2024, el evento es presentado por el streamer Brunenger y difundido por la plataforma Kick. Desde la primera edición en 2018 hasta la sexta en 2023, fue conducido por el streamer Coscu y emitido a través del entorno virtual Twitch.
En 2020, los premios marcaron un hito al convertirse en la transmisión más vista de Latinoamérica y una de las diez más seguidas en la historia de Twitch.

## Historia
En 2018, se organizó el primer evento de los Coscu Army Awards en la Escuela Da Vinci y se transmitió por Twitch. El evento alcanzó un pico de 40 mil espectadores, superando al streamer más popular de la plataforma en el mundo en esa época, Ninja. El premio al streamer del año fue para Francisco «Frankkaster» Postiglione.
En 2019, se realizó la segunda edición en el Estadio Obras Sanitarias de CABA, y contó con un récord de casi 100 mil espectadores. En esta oportunidad, el premio al streamer del año se lo llevó Nicolás «Grafo» Graffigna.
En 2020, se organizó la tercera edición en el Estadio Obras Sanitarias, superó los 425 mil espectadores, y se convirtió en la transmisión más vista de la plataforma en Latinoamérica, y los streamers le otorgaron a Coscu el reconocimiento de «Streamer Leyenda». La premiación culminó con Galo «Pimpeano» Blasco como streamer del año.
En 2021, se realizó la cuarta edición en el Hotel Hilton, que contó con un pico de 367 mil espectadores. En esta oportunidad, el premio al streamer del año se lo llevó Gerónimo «Momo» Benavides, junto a homenajes para Frankkaster, Grafo y Pimpeano, ganadores en años anteriores, con un anillo de oro como obsequio.
En 2022, la quinta edición tuvo lugar en el Teatro Colón, siendo conducida por Coscu y Momo. Contó con un pico de 203 mil espectadores y tuvo como streamer del año a Iván «Spreen» Buhajeruk, que además se llevó su anillo de oro.
En 2023, se realizó la sexta edición en el estadio Luna Park, David «DavooXeneize». Quint fue elegido como el streamer del año.
En 2024, se realizó la séptima edición en el Palacio Alsina, Lautaro «LaCobraaa» del Campo fue elegido como el streamer del año.

## Resumen
| N.º | Fecha                   | Lugar                    | Streamer del año                    | Streamer del año           | Streamer del año |
| --- | ----------------------- | ------------------------ | ----------------------------------- | -------------------------- | ---------------- |
| N.º | Fecha                   | Lugar                    | Ganador                             | Segundo lugar              |                  |
| 1   | 2 de diciembre de 2018  | Escuela Da Vinci         | «Frankkaster» Francisco Postiglione | «Zeko» Federico Cristalino |                  |
| 2   | 22 de diciembre de 2019 | Estadio Obras Sanitarias | «Grafo» Nicolás Graffigna           | «Goncho» Gonzalo Banzas    |                  |
| 3   | 20 de diciembre de 2020 | Estadio Obras Sanitarias | «Pimpeano» Galo Blasco              | «Momo» Gerónimo Benavides  |                  |
| 4   | 23 de diciembre de 2021 | Hotel Hilton             | «Momo» Gerónimo Benavides           | «Goncho» Gonzalo Banzas    |                  |
| 5   | 26 de diciembre de 2022 | Teatro Colón             | «Spreen» Iván Buhajeruk             | «Carrera» Rodrigo Carrera  |                  |
| 6   | 23 de diciembre de 2023 | Luna Park                | «DavoXeneize» David Quint           | «Goncho» Gonzalo Banzas    |                  |
| 7   | 21 de diciembre de 2024 | Palacio Alsina           | «LaCobraaa» Lautaro del Campo       | No hubo                    |                  |

## Ediciones

### Primera edición (2018)
Indica el ganador dentro de cada categoría, mostrado al principio y resaltado en negritas. A continuación se listan los nominados a los Coscu Army Awards:
| Streamer del año Presentado por: Coscu - «Frankkaster» Francisco Postiglione - «Zeko» Federico Cristalino - «Grafo» Nicolás Graffigna - «Peceto» Fermín Petro | Streamer revelación Presentado por: Coscu - «Zeko» Federico Cristalino - «Frankkaster» Francisco Postiglione - «Grafo» Nicolás Graffigna - «Tortita» Valentino Laborde                                                                         | Trayectoria Presentado por: Coscu - «Hastad» Hernán Klingler - «Grafo» Nicolás Graffigna - «Zeko» Federico Cristalino                                        | Mejor streamer IRL Presentado por: Coscu - «Frankkaster» Francisco Postiglione - «Chilena» Belén Lawson - «Goncho» Gonzalo Banzas - «Tortita» Valentino Laborde                   |
| Streamer mujer Presentado por: Coscu - «Chilena» Belén Lawson - «Luchi» Lucía Quinteros - «Pettans» Paula                                                     | Clip del año Presentado por: Coscu - «Chilena» Belén Lawson - «Zeko» Federico Cristalino - «Grafo» Nicolás Graffigna - Facundo Banzas - «Frankkaster» Francisco Postiglione                                                                    | Streamer más divertido Presentado por: Coscu - «Zzk» Joaquín Peña - «Chilena» Belén Lawson - «Grafo» Nicolás Graffigna - «Frankkaster» Francisco Postiglione | Mejor persona Presentado por: Coscu - «Peceto» Fermín Petro - «Zzk» Joaquín Peña - «Rant4r» Facundo Ariel - «Drigo» Rodrigo Ponce                                                 |
| Compañero de stream Presentado por: Coscu - «Zzk» Joaquín Peña - Facundo Banzas - «Momo» Gerónimo Benavides                                                   | El mas fachero Presentado por: Chilena - «Straka» Nahuel Vazquez - «Zeko» Federico Cristalino - «Luken» Luca Nadotti - «Goncho» Gonzalo Banzas                                                                                                 | Mejor freestyler Presentado por: Coscu - «Grafo» Nicolás Graffigna - «Rogel» Ezequiel Rogel - «Cabech» Manu Cuenca - «Nano» Mariano Nicolas                  | Mejor streamer de Fortnite Presentado por: Coscu - «Zeko» Federico Cristalino - «Zzk» Joaquín Peña - «Frankkaster» Francisco Postiglione                                          |
| Mejor streamer de League of Legends Presentado por: Coscu - «Grafo» Nicolás Graffigna - «Hastad» Hernán Klingler - «Chikiw» Fabián Laster                     | Mejor streamer de Counter-Strike Presentado por: Coscu - «Goncho» Gonzalo Banzas - «Guisorro» Guillermo Areco - «Straka» Nahuel Vazquez - «Luken» Luca Nadotti - «Arieldidi» Ariel Ramirez                                                     | Mejor streamer de FIFA Presentado por: Coscu - Brian Alexis - «Goncho» Gonzalo Banzas - «Guisorro» Guillermo Areco                                           | Underdog Presentado por: Coscu - «Nano» Mariano Nicolas - «Chikiw» Fabián Laster - «Morocho» Mateo Donadio - Lauta Arro - «Cabech» Manu Cuenca                                    |
| Soldado mas fiel Presentado por: Coscu - «Drigo» Rodrigo Ponce - «Zzk» Joaquín Peña - «Rogel» Ezequiel Rogel - «Peceto» Fermín Petro                          | Rager del año Presentado por: Coscu - «Grafo» Nicolás Graffigna - «Rogel» Ezequiel Rogel - «Chilena» Belén Lawson - «Goncho» Gonzalo Banzas - «Frankkaster» Francisco Postiglione - «Zeko» Federico Cristalino - Brian Alexis - Facundo Banzas | Enfermo del año Presentado por: Coscu - «Frankkaster» Francisco Postiglione - «Cabech» Manu Cuenca                                                           | Moderadores históricos Presentado por: Coscu - «Drigo» Rodrigo Ponce - «Doxen» Matias Rapallini - «Kendo» Gonzalo Calderón - «Cordobes» Joaquin Giorgis - «Neooh» Ezequiel Torres |
| Sub 16 de la CA Presentado por: Coscu - «Rant4r» Facundo Ariel - «Tortita» Valentino Laborde - «Twayko» Sebastián Fernandez                                   | Sindicalista del año Presentado por: Coscu - Gerónimo «Momo» Benavides - Facundo Banzas - «Goncho» Gonzalo Banzas | Mejor editor Presentado por: Coscu - William Ríos - «Reencabj» Renzo Palma - «Drigo» Rodrigo Ponce                                                           | Buscador de excusas Presentado por: Coscu - «Zzk» Joaquín Peña - «Rogel» Ezequiel Rogel - «Grafo» Nicolás Graffigna - Brian Alexis                                                |
| El mas colgado Presentado por: Coscu - «Peceto» Fermín Petro - «Rogel» Ezequiel Rogel - Brian Alexis                                                          | | | |

### Segunda edición (2019)
Indica el ganador dentro de cada categoría, mostrado al principio y resaltado en negritas. A continuación se listan los nominados a los Coscu Army Awards:
| Streamer del año Presentado por: Coscu - «Grafo» Nicolás Graffigna - «Goncho» Gonzalo Banzas - «Dengue» Luis María San Cristobal - «Sneux» Santiago Ledesma - «Nano» Mariano Nicolas - «Zeko» Federico Cristalino     | Streamer revelación Presentado por: Coscu - «Nano» Mariano Nicolas - «Dengue» Luis María San Cristóbal - «Sneux» Santiago Ledesma - «Pimpeano» Galo Blasco - «Tanovich» Tano - «Wingz» Jaime Lizana | Trayectoria Presentado por: Coscu - «Duende» Pablo Ballon - «Rojan» Nicolas Santa Cruz - «Grafo» Nicolás Graffigna - «Hastad» Hernán Klingler - «Zeko» Federico Cristalino - «Momo» Gerónimo Benavides              | Mejor streamer IRL Presentado por: Coscu - «Goncho» Gonzalo Banzas - «Momo» Gerónimo Benavides - «Duende» Pablo Ballon - «Wingz» Jaime Lizana - «Dengue» Luis María San Cristóbal - «Nano» Mariano Nicolas |
| Mejor streamer variedad Presentado por: Coscu - «Duende» Pablo Ballon - «Malaso» Angel Montesdeoca - «Chilena» Belén Lawson - «Vector» Vector Prado - «Rogel» Ezequiel Rogel - Brian Alexis                           | Streamer promesa Presentado por: Coscu - «Mili» Milagros Mansilla - «Joaco» Joaquin Lopez - «Oky» Octavio Appogh - «Agusbob» Agustín Boetto - «Tanovich» Tano                                       | Clip del año Presentado por: Coscu - «Jjjjoaco» Joaco Turro - «Joaco» Joaquin Lopez - «Forg1» Luciano Forgione - «Chilena» Belén Lawson - «Nano» Mariano Nicolas                                                    | Mejor dupla Presentado por: Coscu - «Pimpeano» Galo Blasco «Joaco» Joaquin Lopez - «Goncho» Gonzalo Banzas Facundo Banzas - «Zeko» Federico Cristalino «Zzk» Joaquín Peña - «Twayko» Sebastián Fernandez «Pato» Patricio Perrotta - «Nano» Mariano Nicolas «Unicornio» German Usinger - «Dengue» Luis María San Cristóbal «MikeBlunt» Miguel de Bassols |
| Mejor musico Presentado por: Coscu - «Ferpa» Fernando Palacio - «Tortita» Valentino Laborde - «Oscu» Nicolas Odetti - «Cabech» Manu Cuenca - «Oky» Octavio Appogh - «Momo» Gerónimo Benavides                         | Mejor persona Presentado por: Coscu - «Drigo» Rodrigo Ponce - «Shelao» Cristobal Alvarez - «Peceto» Fermín Petro - «Eri» Eric Villalba - «Momo» Gerónimo Benavides - «Chilena» Belén Lawson         | El mas fachero Presentado por: Coscu - «Chilena» Belén Lawson - «Straka» Nahuel Vazquez - «Zeko» Federico Cristalino - «Goncho» Gonzalo Banzas - «Shelao» Cristobal Alvarez - «Chigua» Tomas Barel                  | Mejor freestyler Presentado por: Coscu - «Cabech» Manu Cuenca - «Nano» Mariano Nicolas - «Pimpeano» Galo Blasco - «Grafo» Nicolás Graffigna - «Rogel» Ezequiel Rogel |
| El mas enfermo Presentado por: Coscu - «Rojan» Nicolas Santa Cruz - «Grafo» Nicolás Graffigna - «Duende» Pablo Ballon - «Tommaister» Tomas Martinez - «Tanovich» Tano                                                 | Clip más divertido Presentado por: Coscu - «Joaco» Joaquin Lopez - «Pimpeano» Galo Blasco - «Peceto» Fermín Petro - «Mysterion» Francisco Sandoval - «Slendo» Guido Fernandez                       | Mejor timing del año Presentado por: Coscu - «Forg1» Luciano Forgione - «Agusbob» Agustín Boetto - «Tanovich» Tano - «Pimpeano» Galo Blasco                                                                         | Susto del año Presentado por: Coscu - «Jjjjoaco» Joaco Turro - «Goncho» Gonzalo Banzas - «Mili» Milagros Mansilla - «Slendo» Guido Fernández - «Nano» Mariano Nicolás |
| Fail del año Presentado por: Coscu - «Peceto» Fermín Petro - «Qevito» Kevin Houlli - «Belula» Belén Giulietti - «Goncho» Gonzalo Banzas - «Grafo» Nicolás Graffigna                                                   | Trolleada del año Presentado por: Coscu - «Agusbob» Agustín Boetto - «Mili» Milagros Mansilla - «Unicornio» German Usinger - «Morocho» Mateo Donadio - «Wingz» Jaime Lizana                         | "F" del año Presentado por: Coscu - «Agusbob» Agustín Boetto - «Rogel» Ezequiel Rogel - «Grafo» Nicolás Graffigna - «Coscu» Martín Pérez Disalvo - «Funny» Funnyzk                                                  | Soldado de oro Presentado por: Coscu - «Drigo» Rodrigo Ponce - «Eri» Eric Villalba - «Momo» Gerónimo Benavides - «Jizakude» Jeronimo Ibarra - Claudio Benedetti |
| Mejor streamer de League of Legends Presentado por: Coscu - «Grafo» Nicolás Graffigna - «Wingz» Jaime Lizana - «Rakyz» Vicente Trauttman - «Duende» Pablo Ballon - «Chiki» Fabian Laster - «Rojan» Nicolas Santa Cruz | Mejor jugador de League of Legends Presentado por: Coscu - «Rakyz» Vicente Trauttman - «Chiki» Fabian Laster - «Nate» Damian Rea - «Grafo» Nicolás Graffigna - «Shelao» Cristobal Alvarez           | Mejor streamer de Counter-Strike Presentado por: Coscu - «Chilena» Belén Lawson - «Goncho» Gonzalo Banzas - «Luken» Luca Nadotti - «Straka» Nahuel Vazquez - «Guisorro» Guillermo Areco - «Arieldidi» Ariel Ramirez | Mejor jugador de Counter-Strike Presentado por: Coscu - «Luken» Luca Nadotti - «Mayern» Ignacio Meyer - «JotitaBe» Jonathan Muñoz - «Guisorro» Guillermo Areco - «Nikom» Nicolas Miozzi |
| Mejor streamer de Fortnite Presentado por: Coscu - «Sneux» Santiago Ledesma - «Zeko» Federico Cristalino - «Mili» Milagros Mansilla - «Tanovich» Tano - «Unicornio» German Usinger                                    | Mejor jugador de Fortnite Presentado por: Coscu - «K1ng» Thiago Lapp - «Santidead» Santiago Gambini - «Leobas» Leonardo Basauri - «Escaracho» Santiago Novoa - «Xown» Tadeo Timmermann              | Ragueo del año Presentado por: Coscu - «Chiki» Fabian Laster - «Morocho» Mateo Donadio - «Grafo» Nicolás Graffigna - «Tanovich» Tano - «Vector» Vector Prado                                                        | Moderador histórico Presentado por: Coscu - «Jizakude» Jeronimo Ibarra - «Drigo» Rodrigo Ponce - «Malboro» Agustín Fandiño - «Unicornio» German Usinger - «Fewdey» Federico Curti |
| Mejor editor de Youtube Presentado por: Coscu - «Dinastinta» Joaquin Astengo - «Juanse» Juan Riquelme - «Olqued» Pablo Degaetano - «Rombey» Xavier Lailla - «Juanfrita» Juan carrasco                                 | | | |

### Tercera edición (2020)
Indica el ganador dentro de cada categoría, mostrado al principio y resaltado en negritas. A continuación se listan los nominados a los Coscu Army Awards:
| Streamer del año Presentado por: Coscu - «Pimpeano» Galo Blasco - «Momo» Gerónimo Benavides - «Goncho» Gonzalo Banzas | Streamer revelación Presentado por: Coscu - «Brunenger» Bruno Kruszyn - «Markitonavaja» Marcos Prez - «Unicornio» German Usinger - «Oky» Octavio Appogh - «Drigo» Rodrigo Ponce - Roberto Galati | Streamer leyenda (homenaje) Presentado por: Momo - «Coscu» Martín Pérez Disalvo | Trayectoria Presentado por: Duende - «Darkoz» Lucas Ledesma - «Rojan» Nicolas Santa Cruz - «Hastad» Hernán Klingler - «Duende» Pablo Ballon - «Agusbob» Agustín Boetto                                      |
| Mejor streamer IRL Presentado por: Coscu - «Brunenger» Bruno Kruszyn - «Joaco» Joaquín López - «Markitonavaja» Marcos Prez - «Pimpeano» Galo Blasco - «Oky» Octavio Appogh - «Momo» Gerónimo Benavides                                                                         | Mejor streamer variedad Presentado por: Coscu - «Duende» Pablo Ballon - «Unicornio» German Usinger - «Goncho» Gonzalo Banzas - «Drigo» Rodrigo Ponce - «Agusbob» Agustín Boetto                  | Streamer promesa Presentado por: Joaco - Franco Bertello - «Campesino» Tomas Alarcon - «Blito» Pablito Ran - «Forg1» Luciano Forgione - «Jjjjoaco» Joaco Turro - «Carrera» Rodrigo Carrera              | Clip del año Presentado por: Momo - «Gordo» Joaquin Barreiro - «Dtoke» Gastón Serrano - «Luken» Luca Nadotti - «Zeko» Federico Cristalino - «GastiLorenti» Gaston Lorenti - «Franchalcoba» Francisco Alcoba |
| Mejor dupla Presentado por: Momo - «Pimpeano» Galo Blasco «Joaco» Joaquin Lopez - «Brunenger» Bruno Kruszyn «Oky» Octavio Appogh - «Brunenger» Bruno Kruszyn Franco Bertello - «Zeko» Federico Cristalino «Zzk» Joaquín Peña - «Eri» Eric Villalba «Coloradaxx» Lucia Molllesi | Mejor musico Presentado por: Duki - «Luck Ra» Juan Almenara - «Lil Cake» Valentino Laborde - «Oscu» Nicolas Odetti - «Oky» Octavio Appogh                                                        | Mejor persona Presentado por: Coscu - «Shelao» Cristobal Alvarez - «Momo» Gerónimo Benavides - «Markitonavaja» Marcos Prez - «Pimpeano» Galo Blasco - «Grafo» Nicolás Graffigna - «Peceto» Fermín Petro | El mas fachero Presentado por: Chilena - «Luken» Luca Nadotti - «Shelao» Cristóbal Alvarez - «Oky» Octavio Appogh - «Zeko» Federico Cristalino - «Straka» Nahuel Vázquez - «Chilena» Belén Lawson           |
| Mejor freestyler Presentado por: Coscu - «Salvit4» Agustin Salvatore - «Zeron» - «Coker» Mathías Vasile - «Joefuschinii» - «Patryspace» - «Bertiaka» | Adaptacion Presentado por: Coscu - «Lit Killah» Mauro Monzón - Roberto Galati - «Luck Ra» Juan Almenara - «Luquitas» Lucas Rodríguez - «Demente» Martín Kovacs - «Dtoke» Gastón Serrano          | El desquiced Presentado por: Coscu - «Brunenger» Bruno Kruszyn - «Zeki» Matias Lago - «Grafo» Nicolás Graffigna - «Rojan» Nicolás Santa Cruz - «Goncho» Gonzalo Banzas                                  | Mejor gambler Presentado por: Coscu - «Agusbob» Agustín Boetto - «Zeko» Federico Cristalino - «Forg1» Luciano Forgione - «Malaso» Angel Montesdeoca - «Drigo» Rodrigo Ponce - Franco Bertello Drigo         |
| Stream destacado del año Presentado por: Coscu - Stream Match - «Pimpeano» Galo Blasco - La gran vuelta - «Brunenger» Bruno Kruszyn - #VuelveCarlitos - «Markitonavaja» Marcos Prez - Inaguracion DNG - «Oky» Octavio Appogh                                                   | Clip más divertido Presentado por: Rober Galati - «Agusbob» Agustín Boetto - «Gordo» Joaquín Barreiro - «Brunenger» Bruno Kruszyn - «Zeko» Federico Cristalino - Fran Gomez                      | Timing del año Presentado por: Coscu - «Unicornio» German Usinger - «Joaco» Joaquín López «Pimpeano» Galo Blasco - «Goncho» Gonzalo Banzas - «Joaco» Joaquín López - Guille Giles                       | Susto del año Presentado por: Coscu - RentoTv - «Joaco» Joaquín López - «Shelao» Cristóbal Álvarez - Mirko                                                                                                  |
| Fail del año Presentado por: Coscu - Bauti Agnone - «Oky» Octavio Appogh - «Brunenger» Bruno Kruszyn - «Luttee» Thiago Tejada - «Dayhree» - Brian Lopez | Trolleada del año Presentado por: Coscu - «Mateoois1» Mateo - «Brunenger» Bruno Kruszyn - «Zeki» Matias Lago - «Vector» Vector Prado                                                             | "F" del año Presentado por: Coscu - «Peceto» Fermín Petro - «Brunenger» Bruno Kruszyn - «Luck Ra» Juan Almenara - Gabriel Di Tocco                                                                      | Piquin del año Presentado por: Coscu - «Tuli» Fiorella Acosta - «Joaco» Joaquín López - «Markitonavaja» Marcos Prez - «Zzk» Joaquín Peña - Elias Nuda                                                       |
| Tilteo del año Presentado por: Coscu - «Straka» Nahuel Vazquez - «Jjjjoaco» Joaco Turro - «Zeko» Federico Cristalino - «Drigo» Rodrigo Ponce - «Chilena» Belén Lawson | Soldado de oro Presentado por: Coscu - «Drigo» Rodrigo Ponce - «Goncho» Gonzalo Banzas - «Jizakude» Jeronimo Ibarra - «Agusbob» Agustín Boetto - «Grafo» Nicolás Graffigna - «Eri» Eric Villalba | Mejor streamer de Counter-Strike Presentado por: Goncho - «Forg1» Luciano Forgione - «Straka» Nahuel Vazquez - «Luken» Luca Nadotti - «Chilena» Belén Lawson                                            | Mejor jugador de Counter-Strike Presentado por: Coscu - «Luken» Luca Nadotti - «Try» Santino Rigal - «NHL» Nahuel Herrera - «Dillion» Juan Reyes - «Meyern» Ignacio Meyer                                   |
| Mejor streamer de League of Legends Presentado por: Grafo - «Volcanic» Francisco Marsans - «Shelao» Cristóbal Álvarez - «Rakyz» Vicente Trauttman - «Grafo» Nicolás Graffigna                                                                                                  | Mejor streamer de Fortnite Presentado por: Coscu - «K1ng» Thiago Lapp - «Sneux» Santiago Ledesma - «Escaracho» Santiago Novoa - «Zeko» Federico Cristalino - «Twayko» Sebastián Fernandez        | Mod del año Presentado por: Coscu - «Hatsound» Anabella Gamboa - «Redsito» - «Jizakude» Jeronimo Ibarra - Guada Librandi                                                                                | Mejor Ilustrador Presentado por: Coscu - «Peceto» Fermín Petro - «Picky Jones» - Leo Díaz - «Zarek» |
| Mejor canal de clips Presentado por: Coscu - «Caruflo» - «Nanito» - «Clips picantes» - «Cosmo Army» - «Feths» | | | |

### Cuarta edición (2021)
Indica el ganador dentro de cada categoría, mostrado al principio y resaltado en negritas. A continuación se listan los nominados a los Coscu Army Awards:
| Streamer del año Presentado por: Coscu - «Momo» Gerónimo Benavides - «Goncho» Gonzalo Banzas - «Luquitas» Lucas Rodriguez - «Markitonavaja» Marcos Prez - «Unicornio» German Usinger | Streamer revelación Presentado por: Markito Navajas - «Spreen» Iván Buhajeruk - «Pato» Patricio Perrotta - «LaCobra» Lautaro del Campo - «Campesino» Tomas Alarcon - «Coker» Mathías Vasile                          | Trayectoria Presentado por: Darkoz - «Unicornio» German Usinger - «Duende» Pablo Ballon - «Rojan» Nicolas Santa Cruz - «Drigo» Rodrigo Ponce - «Momo» Gerónimo Benavides                                      | Mejor streamer IRL Presentado por: Brunenger - «Luquitas» Lucas Rodríguez - «Momo» Gerónimo Benavides - «Pabellon» Santiago Argibay, Facundo Argibay y Tomas Gervasoni - «Pato» Patricio Perrotta - «Goncho» Gonzalo Banzas                                             |
| Mejor streamer variedad Presentado por: Coscu - «Spreen» Iván Buhajeruk - «Unicornio» German Usinger - «Carrera» Rodrigo Carrera - «Momo» Gerónimo Benavides - «Drigo» Rodrigo Ponce | Streamer promesa Presentado por: Coscu - «Baldu» Matías Balduzzi - «Lunadss» Luna Destefano - «Yintao» Juan Fran - «Rewisho» Javi Alemán - Valentino Disalvo                                                         | Streamer alternativo Presentado por: Coscu - «Ladematematicas» Adriana Gonzalez - «LaCobra» Lautaro del Campo - Pedro Pérez Disalvo - «Momo» Gerónimo Benavides - Hermes Onori                                | Clip del año Presentado por: Coscu - «Vikingo» Christian Martin - «Zeko» Federico Cristalino - «Luquitas» Lucas Rodriguez - «Momo» Gerónimo Benavides - «Joaco» Joaquín López                                                                                           |
| Dupla del año Presentado por: Joaco y Pimpeano - «Momo» Gerónimo Benavides «Vikingo» Christian Martin - «Blito» Pablito Ran «Bebu» Emmanuel Molina - «Duende» Pablo Ballon Roberto Galati - «Shelao» Cristóbal Álvarez «Grafo» Nicolás Graffigna - «Twayko» Sebastián Fernandez «Pato» Patricio Perrotta | El mas comprometido Presentado por: Coscu - «Grafo» Nicolás Graffigna - «Darkoz» Lucas Ledesma - «Zeki» Matias Lago - «Rojan» Nicolas Santa Cruz - «Malaso» Angel Montesdeoca                                        | Rockstar del año Presentado por: Luck Ra - «Big Apple» Federico Farias - «Lil Cake» Valentino Laborde - «Robleis» Tomás Arbillaga - «Oky» Octavio Appogh - «Rhino» Matías Díaz                                | Stream destacado del año Presentado por: Coscu - Parque de la Costa - «Markitonavaja» Marcos Prez - Momingo - «Momo» Gerónimo Benavides - Ferné con Grego - Grego Rossello - All Star Streamers - «Campesino» Tomas Alarcon - MKN vs La Esquina - «Joaco» Joaquín López |
| Mejor rolplayer Presentado por: Momo y Lit Killah - «Duende» Pablo Ballon - «Agusbob» Agustín Boetto - «Lit Killah» Mauro Monzón - «Darkoz» Lucas Ledesma - «Reen» Renzo Palma | Mejor streamer de Counter-Strike Presentado por: Coscu - «ElMorocho» Fran Alvarado - «Baldu» Matías Balduzzi - «Straka» Nahuel Vazquez - «Luken» Luca Nadotti - «Forg1» Luciano Forgione                             | Mejor streamer de League of Legends Presentado por: Coscu - «NickDaBoom» Nicolas Schwartz - «Shelao» Cristóbal Álvarez - «Josedeodo» Joel Villegas - «Grafo» Nicolás Graffigna - «Tellier» Robertson Escuotto | Mejor streamer de Fortnite Presentado por: Coscu - «K1ng» Thiago Lapp - «Rustyk» Lucas Gramuglia - «Khrawn» Tomas Marron - «Sneux» Santiago Ledesma - «Gorilon» Bruno Massieri                                                                                          |
| Free del año Presentado por: Coscu - «Cabech» Manu Cuenca - «ZeronMami» - «Salvit4» Agustin Salvatore - «BLoboFz» - «Bertiaka» | Streamer aparicion del año Presentado por: Coscu - «Vikingo» Christian Martin - «Pabellon» Santiago Argibay, Facundo Argibay y Tomas Gervasoni - «Santutu» Santiago Rodriguez - «Davoo» David Quint - Grego Rossello | Voz del año Presentado por: Coscu - «Giovi» Giovana Sanfilipo - Catalina Luzzi - «Gianeez» Gianella Zarate - «Cande» Candela Schulman - Catalina Russo                                                        | Streamer mejor prducción Presentado por: Coscu - «Drigo» Rodrigo Ponce - «BoffeGP» Agustín Boffelli - «Agusbob» Agustín Boetto - «Unicornio» German Usinger - «Goncho» Gonzalo Banzas                                                                                   |
| Youtuber del año Presentado por: Coscu - Damian Kuc - Matias Bottero - «Ezzequiel» Ezequiel Consevik - «Gaspi» Gaspar Prim Díaz - Julio Leiva | Clip mas divertido Presentado por: Coscu - Micu Barone - «Momo» Gerónimo Benavides - «Luck Ra» Juan Almenara - «Lega1999» Rene Cimbaro - «Joaco» Joaquín López                                                       | Timing del año Presentado por: Unicornio - «Agusbob» Agustín Boetto - «Unicornio» German Usinger - «Goncho» Gonzalo Banzas - «Campesino» Tomas Alarcon - «Carrera» Rodrigo Carrera                            | Susto del año Presentado por: Coscu - «Drigo» Rodrigo Ponce - «Harryalex» Alex Harryson - «Luck Ra» Juan Almenara - «Goncho» Gonzalo Banzas - «Yulsb» Giuliana |
| Fail del año Presentado por: Coscu - «Lega1999» Rene Cimbaro - «Zurjuan» Juan Cruz Manzur - «YSY A» Alejo Nahuel Acosta - «Campesino» Tomas Alarcon - Facundo Banzas | Mejor trolleada del año Presentado por: Coscu - «Joaco» Joaquin Lopez - «Pabellon» Santiago Argibay, Facundo Argibay y Tomas Gervasoni - «Pimpeano» Galo Blasco - «Naachoo» Ignacio Di Ciocco - Martu Boden          | Piquin del año Presentado por: Tuli - «Joaco» Joaquin Lopez - «Momo» Gerónimo Benavides - «Carrera» Rodrigo Carrera - «Tati» Abril Prez - Elias Nuda                                                          | Tilteo del año Presentado por: Straka - «Luken» Luca Nadotti - «Shelao» Cristóbal Álvarez - «Grafo» Nicolás Graffigna - «Coker» Mathías Vasile - «Bananirou» Daniel Cao                                                                                                 |
| Artista del año Presentado por: Coscu - «Picky Jones» - Peceto» Fermín Petro - Fran Passarelli - Leo Díaz - «Dzz» | Creador de cont. para la comunidad Presentado por: Coscu - «Pepazx» - «CoscuZeko» - «Como ha dicho» - «CAoutofcontext» - «Clips picantes»                                                                            | | |

### Quinta edición (2022)
Indica el ganador dentro de cada categoría, mostrado al principio y resaltado en negritas. A continuación se listan los nominados a los Coscu Army Awards:
| Streamer del año Presentado por: Coscu - «Spreen» Iván Buhajeruk - «Carrera» Rodrigo Carrera - «Santutu» Santiago Rodríguez - «Luquitas» Lucas Rodríguez - «Unicornio» German Usinger - «Goncho» Gonzalo Banzas | Streamer revelación Presentado por: Spreen - «Davoo» David Quint - «NimuVT» Nimu Spacecat - «Santutu» Santiago Rodríguez - «Baldu» Matías Balduzzi - «Farfadox» Franco - Tomas Mazza                                                                       | Trayectoria Presentado por: Unicornio - «Zeko» Federico Cristalino - «Omeguis» Coni - «NickDaBoom» Nicolas Schwartz - «Malaso» Angel Montesdeoca - «Grafo» Nicolás Graffigna - «Hastad» Hernán Klingler | Mejor streamer IRL Presentado por: Luquitas Rodríguez - «Carrera» Rodrigo Carrera - «Santutu» Santiago Rodríguez - «Brunenger» Bruno Kruszyn - «Goncho» Gonzalo Banzas - «Coker» Mathías Vasile - «Drigo» Rodrigo Ponce                             |
| Streamer variedad Presentado por: Spreen - «Unicornio» German Usinger - «Bananirou» Daniel Cao - «Vector» Vector Prado - «Inframe15» Enzo Cueli - «Lokonazo1» Nicolas Rizzo - Ale Wang | Streamer promesa Presentado por: Baldu - «LaAgusneta» Agustín Rodríguez - «LaPradera» - «Tiny» Medrano - «Harryalex» Alex Harryson - «Gianeez» Gianella Zarate - «Folkerz12» Nahuel                                                                        | Streamer deportista Presentado por: Straka - Santiago Argibay - Pedro Pérez Disalvo - «Jovalicente» Josefina Valicenti - «Yeyito» De Gregorio - Luciano Cedrola - Fran Bartucci | Mejor deportivo Presentado por: Goncho y Facu Banzas - «Davoo» David Quint - «LaCobra» Lautaro del Campo - «CatarsisXeneize» - «BenitoSDR» - Juan Igal - «Sebas» Sebastian Fernández                                                                |
| Clip del año Presentado por: Zeko - «Santutu» Santiago Rodriguez - «Emiifco» - «Forg1» Luciano Forgione «Duki» Mauro Lombardo - «Baldu» Matías Balduzzi - «Duende» Pablo Ballon - «Kun» Sergio Agüero | Streamer mas comprometido Presentado por: Darkoz - «Camilitafer» Camila Fernandez - «Malaso» Angel Montesdeoca - Guada Librandi - «Lechigg» Franco Giuntoli - «Mkmochy» Matias Terragno - «Viejo Kamikaze» Jorge                                           | Dupla del año Presentado por: Goncho y Facu Banzas - «Duende» Pablo Ballon Roberto Galati - «Los3Cabiados» Ariel Blanco y Nico Bianchi - «Baldu» Matías Balduzzi «Straka» Nahuel Vazquez - «Coker» Mathías Vasile «Capi» Joaquín Martinez - «Davoo» David Quint «LaCobra» Lautaro del Campo - «Brunenger» Bruno Kruszyn Tomas Mazza | Stream destacado Presentado por: Coscu y Momo - Stream con Messi - «Kun» Sergio Agüero - Mundial de Fifa - «Goncho» Banzas - SoloBoom - «NickDaBoom» Nicolas Schwartz - Stars Padel - Santi Herzfeld - Beach Soccer - Joaquín López - «AFA Estudio» |
| Mejor streamer de Counter-Strike Presentado por: Morocho - «Forg1» Luciano Forgione - «Baldu» Matías Balduzzi - «Straka» Nahuel Vázquez - «Luken» Luca Nadotti - «Infosarg» Federico - «Mecha» Álvarez | Mejor streamer de League of Legends Presentado por: Goncho y Facu Banzas - «Rengarsitoo» - «Apoka» Mario Pessoa - «Shelao» Cristóbal Álvarez - «Tellier» Robertson Escuotto - «Tinargxd» Martín Expósito - Bet miau                                        | Mejor streamer de Fortnite Presentado por: Goncho y Facu Banzas - «Gorilon» Bruno Massieri - «Palermo» - «Canin» Emi Stropeni - «Fishy» - «Talls» - German | Mejor streamer de Valorant Presentado por: Fer Diez - «Suga» Malena Souto - «Safiro» Tomas Rodriguez - «Hastad» Hernán Klingler - «Kadnita» Camila Dambrosio - «Aylulo» Aylén López - «Tozeo» Francisco Brunato                                     |
| Mejor evento recurrente Presentado por: Goncho - Ferné con Grego - Grego Rossello - Mestro Navaja - Diego Prez - Balón de Potrero - «Joaco» Joaquín López y Daniel Arcucci - Liga de Streamers - «Markitonavaja» Marcos Prez y «Camilitafer» Camila Fernández - Paren la Mano - «Luquitas» Lucas Rodríguez, Roberto Galati, Germán Beder y Alfre Montes De Oca - Domingo de Jogging - «MisterNacho» | Streamer mejor producción Presentado por: Facu Banzas - «Drigo» Rodrigo Ponce - «BoffeGP» Agustín Boffelli - «Rodsquare» Rodrigo Teniente - «LaCobra» Lautaro del Campo - «Agusbob» Agustín Boetto - «Iaraas» Iara Correa                                  | Streamer músico Presentado por: Luck Ra - «Oscu» Nicolas Odetti - «Robleis» Tomás Arbillaga - «Lil Cake» Valentino Laborde - «Oky» Octavio Appogh - «Bertiaka» - «Ciendi» | Música en stream Presentado por: Goncho y Facu Banzas - «Arpaman» Lucas Petroni - «Penma4» Feli Fernández - «Matu» Tiemersma - Cande Schulman - «Sopadetofu» - «Tatai0»                                                                             |
| Youtuber del año Presentado por: Dalto - «Gaspi» Gaspar Prim Díaz - Matias Bottero - «Ezzequiel» Ezequiel Consevik - Angie Velasco - Marti Benza - Damian Kuc | Clip mas divertido Presentado por: Goncho y Facu Banzas - «Santutu» Santiago Rodriguez «Davoo» David Quint - Mili Gesualdo y Sofia Santos - «Unicornio» German Usinger - «Lunadss» Luna Destefano - «Demente» Martín Kovacs Roberto Galati - «Rengarsitoo» | Timing del año Presentado por: Goncho y Facu Banzas - Facundo Banzas - «Pimpeano» Galo Blasco - «Spreen» Iván Buhajeruk - «Zainita» Lautaro Saina - Franco Pisso - Fabricio Ogas | Susto del año Presentado por: Goncho y Facu Banzas - «Adruh» Adrian Herrera - Luli González - «Coker» Mathías Vasile - «Davoo» David Quint - Santy Moras - «Chilltv»                                                                                |
| Fail del año Presentado por: Bauti Agnone - «Brunenger» Bruno Kruszyn - «LaPradera» - «Iaraas» iara Correa - «Astrobort» Juan Augusto Tello - «Lokonazo1» Nicolas Rizzo - «Mr3acon» | Tilteo del año Presentado por: Luken - «Shelao» Cristobal Alvarez - «MeinTV» Alan - «Agusbob» Agustín Boetto - «Bananirou» Daniel Cao - «Mcdemerca» Rocio - «Rengarsitoo»                                                                                  | | |

### Sexta edición (2023)
Indica el ganador dentro de cada categoría, mostrado al principio y resaltado en negritas. A continuación se listan los nominados a los Coscu Army Awards:
| Streamer del año Presentado por: Coscu, Frankkaster y Momo - «Davoo» David Quint - «Luquitas» Lucas Rodríguez - «Carrera» Rodrigo Carrera - «Goncho» Gonzalo Banzas - «LaCobra» Lautaro del Campo - «Spreen» Iván Buhajeruk | Streamer revelación Presentado por: Frankkaster - Tomas Mazza - «6tn» Gaston de Cuadro - «SoyDairi» Daiana Rigoni - Lucas Jack - Harry Alex - «BenitoSDR» Benito Este                                                       | Trayectoria Presentado por: Coscu - «Luchi» Lucia Quinteros | Mejor streamer IRL Presentado por: La Cobra - «Santutu» Santiago Rodríguez - «Carrera» Rodrigo Carrera - «Luquitas» Lucas Rodríguez - «Momo» Gerónimo Benavides - «Brunenger» Bruno Kruszyn - «Pato» Patricio Perrotta |
| Streamer variedad Presentado por: Darkoz - «Goncho» Gonzalo Banzas - «Bananirou» Daniel Cao - «Bananirou» Daniel Cao - «Iaraas» Iara Correa - «Unicornio» German Usinger - «Vector» Vector Prado                            | Streamer promesa Presentado por: Agusneta - «Chinassj» Valentina Solorza - «Palito» Emiliano Santamaria - German Beder - «Mernuel» Manuel Merlo - «Nanoide» - «Cukijass» Edgardo Gabriel Gonzalez                           | Streamer deportivo Presentado por: Markitos - «Davoo» David Quint - «LaCobra» Lautaro del Campo - «LaAgusneta» Agustín Rodríguez - «CatarsisXeneize» - «Santicanob» - «BenitoSDR» Benito Este                           | Streamer de exteriores Presentado por: Coscu - «Brunenger» Bruno Kruszyn - «Momo» Gerónimo Benavides, - Tomas muller - Tini tini tini - «Casicorena» - «Efra626»                                                       |
| Clip del año Presentado por: Santutu - «Momo» Gerónimo Benavides - «Bananirou» Daniel Cao - «Brunenger» Bruno Kruszyn - «Luquitas» Lucas Rodríguez - «Baldu» Matías Balduzzi - «Princess» Mari Carreras                     | Streamer mas comprometido Presentado por: Camilitafer - «Brunenger» Bruno Kruszyn - «Lokonazo1» Nicolas Rizzo - Guada Librandi - «Tellier» Robertson Escuotto - «Pichonn11» Brian Gallino - «Sebapowa9»                     | Grupo en stream Presentado por: 3Cabiados - «Px6l» - «El Tridente» - «Sofi y Mili» - «3Cabiados» - «Windingo» - «Cobra y los Futbolitos»                                                                                | Stream destacado Presentado por: Coscu - «Parense de manos» - «24 hs en el obelisco» - «Prueben cocinando» - «Los9scalonis» - «Elescondite» - «Davo con Luis Suarez»                                                   |
| Streamer de Counter-Strike Presentado por: JonyBoy - «Baldu» Matías Balduzzi - «Luken» Luca Nadotti - «Forg1» Luciano Forgione - «Nikozfps» Nicolas Maravilla - «Straka» Nahuel Vázquez - «Nimicaelax» Micaela              | Streamer de League of Legends Presentado por: Rengasito - «NickDaBoom» Nicolas Schwartz - «Josedeodo» Joel Villegas - «Fixlol» Nicolás Sayago - «Apoka» Mario Pessoa - «Macdemac» Rocio Barcia - «Neckolol» Nicolas Seewald | Streamer de Valorant Presentado por: Suga - «Safiro» Tomas Rodriguez - «Hastad» Hernán Klingler - «Viejo Kamikaze» Jorge - «Guisorro» Guillermo Areco - Micaela Verbic - «SoyValoSiri»                                  | Streamer de Slots Presentado por: Malaso - «Coker» Mathías Vasile - «Agusbob» Agustín Boetto - «Bebu» Emmanuel Molina - «Santutu» Santiago Rodriguez - «Cameruzo» - «Fieraa»                                           |
| Streamer de rolplay Presentado por: Coscu - «Micaelala» - «KenaivSouza» - «LaPinky» - «Perry» - «Reen» - «Ciro» | Mejor evento recurrente Presentado por: Coscu - «StreamJam» - «Gran Liga Stake.com» - «Fernet con Grego» - «Maestro Navajas» - «SoloBoom» - «Polzka a la carta»                                                             | Streamer productor Presentado por: Drigo - «Spreen» Iván Buhajeruk - «Camilitafer» Camila Fernandez - «Luquitas» Lucas Rodríguez - «Markitonavaja» Marcos Prez - «Momo» Gerónimo Benavides - «BoffeGP» Agustín Boffelli | Streamer musical Presentado por: Oscu - «Lil Cake» Valentino Laborde - Juli Savioli - «Cabech» Manu Cuenca - «Vocalissima» Victoria Almada - «Ciendi» - «Penma4» - «Pilotuda»                                          |
| Streamer alternativo Presentado por: Lokonazo - Franco Pisso - Pedro Pérez Disalvo - «Ladematematicas» Adriana Gonzalez - «Teloresumo» Jorge Pinarello - Juan Posite - «Bauhasaurus» Alejandro Csome                        | Programa de streaming Presentado por: Coscu - «Paren la mano» - «Soñe que volaba» - «Nadie dice nada» - «Redflag» - «Entre nosotros» - «Antes que nadie»                                                                    | Timing del año Presentado por: Facu Banzas - «Luquitas» Lucas Rodríguez - Bautista Agnone - «Brunenger» Bruno Kruszyn - «Soffisc» Sofia Duarte - «Taaguixoxo» - «Chillitv»                                              | Susto del año Presentado por: Straka - «DelfinPalermo» - «Bananirou» Daniel Cao - «Unicornio» German Usinger - «AgustinUnaPlay» Agustin Gallo - «Drigo» Rodrigo Ponce - «Grafo» Nicolás Graffigna                      |
| Fail del año Presentado por: Nacho Lopez - «Pato» Patricio Perrotta - «Brunenger» Bruno Kruszyn - «Momo» Gerónimo Benavides - «6tn» Gaston de Cuadro - Tomas Mazza - «Elthiaguito»                                          | Tilteo del año Presentado por: Goncho - «Shelao» Cristóbal Álvarez - «ElMorocho» Fran Alvarado - «Bananirou» Daniel Cao - «Luquitas» Lucas Rodríguez - «Baldu» Matías Balduzzi - «Astrobort» Juan Augusto Tello             | Streamer compromiso (homenaje) Presentado por: Momo - «Coscu» Martín Pérez Disalvo | |

### Séptima edición (2024)
Indica el ganador dentro de cada categoría, mostrado al principio y resaltado en negritas. A continuación se listan los nominados a los Coscu Army Awards:
| Streamer del año Presentado por: Davoo - «LaCobraaa» Lautaro del Campo - «Davoo» David Quint - «Spreen» Iván Buhajeruk - «Bananirou» Daniel Cao - «Luquitas» Lucas Rodríguez - «Coker» Mathías Vasile           | Streamer revelación Presentado por: Mike Maquina del Mal - «Mernuel» Manuel Merlo & «Moski» Lautaro Moschini - «ByKing» Joaquin Perez - Pablo Nonis - «Nanoide» - «Melianvalen» Valentino Melian - «Mortedor»                                                                                | Streamer Just Chatting Presentado por: José María Listorti - «LaCobraaa» Lautaro del Campo - «Mernuel» Manuel Merlo & «Moski» - «Davoo» David Quint - «Coker» Mathías Vasile - «Momo» Gerónimo Benavides - «PX6»   | Mejor streamer IRL Presentado por: Guanyarr - «Brunenger» Bruno Kruszyn - «Luquitas» Lucas Rodríguez - «Kun» Sergio Agüero - «Coscu» Martín Pérez Disalvo - Tomas Mazza - Pedro Pérez Disalvo          |
| Streamer variedad Presentado por: Dr Igo - «Bananirou» Daniel Cao - «Spreen» Iván Buhajeruk - «Goncho» Gonzalo Banzas - «Carrera» Rodrigo Carrera - «Unicornio» German Usinger - «Vector» Vector Prado          | Streamer promesa Presentado por: China SSJ - «Margim» Manuel Argimon - «SantiCap» Santiago Lima - «Ffeffoo» Federico Fontana - Matias Recchi - «KechaySol» - Efra Wilches | Streamer creativo Presentado por: Boffe GP - «Spreen» Iván Buhajeruk - «Kun» Sergio Agüero - «Coscu» Martín Pérez Disalvo - «Luquitas» Lucas Rodríguez - Pedro Pérez Disalvo - «NilKowiz» Nicolas                  | Streamer deportivo Presentado por: Will - «Davoo» David Quint - «LaCobra» Lautaro del Campo - «LaAgusneta» Agustín Rodríguez - «BenitoSDR» Benito Este - Facundo Iriondo - Pedro Pérez Disalvo         |
| Streamer de Counter-Strike Presentado por: Brunenger - «Forg1» Luciano Forgione - «Baldu» Matías Balduzzi - «Luken» Luca Nadotti - «ElMorocho» Fran Alvarado - «Cukijas» Edgardo Gonzalez - «Imicaelax» Micaela | Streamer de League of Legends Presentado por: Apoka - «NickDaBoom» Nicolas Schwartz - «Josedeodo» Joel Villegas - «Neckolol» Nicolas Seewald - «Grafo» Nicolás Graffigna - «Macdemac» Rocio Barcia - «Rengarsitoo»                                                                           | Streamer de Valorant Presentado por: Aylu López - «Safiro» Tomas Rodriguez - «Girlofnox» Julieta Allegretti - «Kadnita» Camila Dambrosio - «Guisorro» Guillermo Areco - «Iaraas» Iara Correa - «Suga» Malena Souto | Streamer de Minecraft Presentado por: Milica - «Farfadox» Franco Ormaechea - «Spreen» Iván Buhajeruk - «Bananirou» Daniel Cao - «Crisgreen» Cristian Ariel - «Pirutastic» Nazareno Acuña - «SrAmilcar» |
| Streamer atleta Presentado por: Momo y Viruzz - Tomas Mazza - «Markitonavaja» Marcos Prez - Pedro Perez Disalvo - Ignacio Lopez - Pablo Nonis - Facundo Navajas                                                 | Programa de Streaming' Presentado por: Fran Bartucci - «Paren la mano» - «Soñe que volaba» - «Se extraña a la nona» - «Punto de Contacto» - «Suban los vidrios» - «Generación F» | Clip del año Presentado por: Gaston Edul - «Momo» Gerónimo Benavides - «Bananirou» Daniel Cao - «Turco» Claudio García - «Suban los vidrios» - «Paren la Mano» - «Mortedor»                                        | Fail del año Presentado por: Agusneta - «Mortedor» Franco - «Davoo» David Quint - «Milica» Micaela Ybañez - Julieta Manzotti - «Astrobort» Juan Augusto Tello - «PX6»                                  |
| Tilteo del año Presentado por: Bananirou - «Ffeffoo» Federico Fontana - «Luquitas» Lucas Rodríguez - «Baldu» Matías Balduzzi - «Straka» Nahuel Vazquez - «Luken» Luca Nadotti - «Rengarsitoo»                   | Placas de Kick Presentado por: Brunenger - «24 horas» - «Coscu» Martín Pérez Disalvo - «Argentina vs Mexico» - «Markitonavaja» Marcos Prez - «Next Coscu» - «Brunenger» Bruno Kruszyn - «Spreen en los Squids» - «Spreen» Iván Buhajeruk - «Parense de Manos 2» - «Luquitas» Lucas Rodríguez | | |